# Amage auricula
Amage auricula är en ringmaskart som beskrevs av Anders Johan Malmgren 1866. Amage auricula ingår i släktet Amage och familjen Ampharetidae. Enligt den svenska rödlistan är arten otillräckligt studerad i Sverige. Arten förekommer i Götaland. Artens livsmiljö är havet. Utöver nominatformen finns också underarten A. a. sibogae.